# Scharwenka Kulturforum
Het Scharwenka Kulturforum is een cultureel centrum in Bad Saarow in de Duitse deelstaat Brandenburg. Het is gewijd is aan de componisten en muziekpedagogen Xaver en Philipp Scharwenka. Het beheert een archief en museum gewijd aan de twee broers en organiseert culturele evenementen, bijeenkomsten en muziekconcerten.
Het is gevestigd in het Scharwenka Haus dat van 1910 tot 1911 werd gebouwd door Xaver Scharwenka. Hij noemde het zijn Musenhütte. Het huis is gebouwd met Amerikaans pitchpinehout en is erkend als cultureel erfgoed.
Het centrum herbergt het archief dat de beide broers hebben nagelaten en in 2014 werd hier het museum geopend. In de presentatie is er uitgebreid aandacht voor het werk en leven van beide musici. Een van de bijzondere stukken is een reproductie-piano die muziek afspeelt zonder dat er een hand van een pianist aan te pas komt. Verder worden er exposities gehouden over de geschiedenis van Saarow en de muziekgeschiedenis uit de 18e en 19e eeuw. 